# Rio Lajeado (vattendrag i Brasilien, Tocantins, lat -9,76, long -48,36)
Rio Lajeado är ett vattendrag i Brasilien.   Det ligger i delstaten Tocantins, i den centrala delen av landet, 700 km norr om huvudstaden Brasília.
Omgivningarna runt Rio Lajeado är huvudsakligen savann. Runt Rio Lajeado är det glesbefolkat, med 10 invånare per kvadratkilometer.